# Стоимен Пеев
Стоимен Пеев е български цигулар.

## Биография
Стоимен Пеев е роден във Варна през 1988 г. Започва първите си уроци по цигулка на 11-годишна възраст.
След година е приет в НУИ „Добри Христов“ във Варна в класа на Румяна Колева. Средното си образование завършва в класа на Антоанета Илиева. В този период печели награди от редица национални конкурси: „Светослав Обретенов“ – Провадия, „Недялка Симеонова“ – Хасково, „Добри Христов“ – Варна. Участва и като солист в прочутия концертен комплекс Wiener Konzerthaus във Виена.
Следва висше образование в НМА „Проф. Панчо Владигеров“, където е приет на първо място в класа на именитата цигуларка и педагог проф. Гинка Гичкова. В периода на следване печели награди от академични и международни конкурси, сред които са „Панчо Владигеров“ – Шумен, „Емил Камиларов“ – София.
Участва активно в майсторските класове на професорите: Минчо Минчев, Кшищоф Веркшин, Ян Талих, Йозеф Рисин, Естер Хафнер, Стефан Камиларов.
Представя се успешно в летните международни музикални академии „Holland music sessions“ – Берген и „ISA sommer academie“ – Семеринг.
От 2011 г. е концертмайстор в камерен ансамбъл „Софийски солисти“. Солист е на редица оркестри в страната и чужбина. Като солист на ансамбъла реализира няколко световни премиери на съвременни произведения. Има множество записи в БНР и многократни излъчвания по БНТ.
От 2014 г. е и първи цигулар на квартет „София“ при Софийската филхармония.